# Imádkozó sáskák
Az imádkozó sáskák (Mantidae) a rovarok osztályában a fogólábúak (Mantodea) rendjének névadó családja. Arisztarkhosz a szerinte az állatokra pillantásával veszedelmet hozó rovart „akrisznak” nevezte el (Ördögh, 2008).

## Származásuk, elterjedésük
Valószínűsítik, hogy a Dictyoptera rendbeli, csótányszerű rovarokból alakulhattak ki (Ördögh, 2008).
Fajaik számát a különböző rendszertanok 1800–2300 közé teszik; ezek közül a legtöbbet (mintegy 880-at) a Afrikában találták. Európában mindössze öt fajuk él, ezek közül Magyarországon egyedül az ájtatos manó (Mantis religiosa). Ez védett rovar; természetvédelmi értéke 5000 Ft.

## Megjelenésük, felépítésük
Testük hosszúkás, karcsú, a rovarvilágban kimondottan nagynak számít. Színük többnyire zöld vagy barna rejtőszín. A látszólag „cicomás” fajok színezete sem véletlen, ugyanis a színpompás virágokon ücsörögve fel sem tűnnek a gyanútlanul közeledő, megporzást végző zsákmány számára.
Rendkívül jól mozgatható, forgatható fejük az előtoron többnyire kiszélesedik, és ettől háromszögletűvé válik. Látásuk kiváló: két nagy összetett szemük mellett mindhárom pontszemük teljesen kifejlődött. Szájszervük rágó típusú. Csápjuk fonalszerű, sok ízből áll.
Toruk olyan keskeny, mintha nyak lenne. Az élővilágban rendhagyó módon egyetlen fülük van, ami kívülről sekély résnek látszik a középtor alsó részén. Az ultrahangokat is meghallják a 25–60 KHz tartományban, repülés közben is. Mellső lábuk bicskaszerűen összecsukható, éles tüskékkel felszerelkezett fogószerkezetté alakult; a középső és hátsó pár hosszú, vékony járóláb. A szelvényezett potroh végén rövidek, ízeltek a függelékek. A nőstény rövid tojócsövét a haslemez eltakarja.
Szárnyai csak a kifejlett példányoknak (imágóknak) vannak; a keményebb fedőszárnyak többnyire sötétebbek, alattuk helyezkednek el a puhább, általában átlátszó, hártyás hátsó pár szárnyak. Egyes fajok (pl. Pyrgomantis singularis) csökevényes vagy hiányzó szárnyakkal röpképtelenek.

## Életmódjuk, élőhelyük
Ragadozók: táplálékrovaraikat villámgyors mozdulattal ragadják meg erre módosult, tüskés mellső fogólábaikkal. Nevüket onnan kapták, hogy pihenő helyzetben ezeket a fogólábakat az imádkozó kéztartáshoz hasonló helyzetben hajtják össze maguk előtt. A nagyobb termetű fajok kisebb madarakat, kétéltűeket, hüllőket is képesek zsákmányolni.
A fejlett szárnyú fajok sem repülnek túl jól, inkább kúszva-mászva, lopakodva közlekednek, de leginkább lesben állva, környezetükbe olvadva vadásznak. A repülő fajok legveszedelmesebb természetes ellenségei a denevérek, ezért van szükségük az ultrahangokat is meghalló fülre. Egyes fajok meghökkentően színesek: inkább hasonlítanak virágra, mint rovarra (ilyen például a magát orchideavirágnak álcázó Orchidea manó (Hymenopus coronatus)).
Petéiket tajtékszerű masszában növényekre ragasztják. Egyes fajok nőstényei párzás után megeszik a kisebb, vékonyabb alkatú hímeket. Petézés után a nőstény is elpusztul; a peték telelnek át.

## A kultúrában

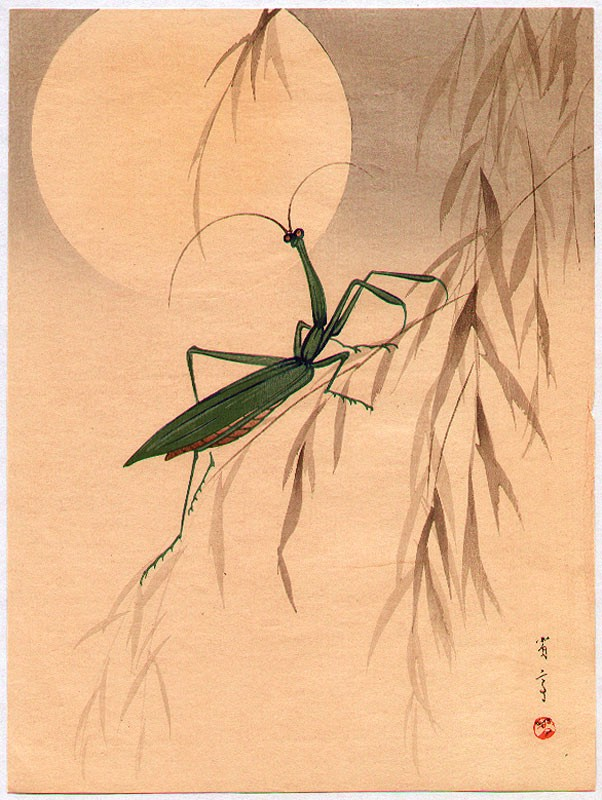
Imádkozó sáska és a hold — Watanabe Seitei (1851–1918) képe

Egyes népek hiedelme szerint ezeket a rovarokat azért teremtették, hogy megmutassák az embereknek a helyes imádkozó testtartást. Franciaországban elterjedt hiedelem, hogy az imádkozó sáska mellső lábaival megmutatja az eltévedt gyerekeknek a helyes irányt. A török és arab kultúrákban az imádkozó sáskák mindig Mekka felé fordultak, bár a pásztorok szerint inkább az északi irányt jelölték meg a sivatagban. Dél-Olaszországban, ha egy paraszt minden nyilvánvaló ok nélkül megbetegedett, azt azzal magyarázták, hogy ránézett az imádkozó sáska. Szardínia hegyvidéki népei úgy vélték, hogy balszerencsét hoz, ha valaki az imádkozó sáskát megölni, vagy akár csak megérinti — Afrikában viszont ennek ellenkezőjét hitték: ha valaki hozzáért ehhez a rovarhoz, az szerencsével hozott neki, gyógyító ereje akár még a halálból is visszahozhatta a beteget.
Távol-Kelet népei számára az ájtatos manó a bátorságot és a kegyetlenséget jelképezte. Alakja mind a kínai pergamentekercseken, fametszeteken, mind a japán szamurájkardok markolatán feltűnik. A kungfu egyik testtartása is az imádkozó sáskáét utánozza.
A Távol-Keleten ezek a rovarok igen gyakran babusgatott kedvencek voltak, de kakasviadalokhoz hasonlóan élet-halál harcra egymás ellen is uszították bambuszkalitkába zárt rovarokat.
Az orvosok a petéit tartalmazó gubót, más néven kokont vízben megfőzték, és azt számos betegség – az impotenciától kezdve a kard ütötte sebig – gyógyírjának tartották. Úgy vélték, hogy a sült kokon jó az ágybavizelés ellen. A rovar levedlett bőrének is gyógyhatást tulajdonítottak.
Főleg Délkelet-Ázsiában más rovarokkal együtt az ájtatos manókat is megették.
Az Egyesült Államokban elterjedt babonák többféle ártó hatást tulajdonítottak nekik, egyebek közt hogy képesek megvakítani az embereket, megölni a lovakat – ennek megfelelő neveket is ragasztottak rájuk: olyanokat, mint „öszvérgyilkos” (mule killer), „az ördög lova” (devil’s horse), „tevetücsök” (camel cricket). Úgy vélték, hogy a nyála mérgezi a haszonállatokat (Ördögh, 2008).